# Bluetooth Special Interest Group
O Bluetooth Special Interest Group (Bluetooth SIG) é a organização de normalização que supervisiona o desenvolvimento dos padrões Bluetooth e o licenciamento das tecnologias e marcas registradas Bluetooth para os fabricantes. O SIG é uma corporação sem fins lucrativos e sem ações, fundada em setembro de 1998. A SIG está sediada em Kirkland, Washington.
A SIG não produz, fabrica ou vende produtos habilitados para Bluetooth.

## Introdução
A tecnologia Bluetooth oferece uma maneira de trocar informações entre dispositivos sem fio, como PDAs, laptops, computadores, impressoras e câmeras digitais, por meio de uma banda de radiofrequência de curto alcance segura, de baixo custo e disponível globalmente. Originalmente desenvolvida pela Ericsson, a tecnologia Bluetooth agora é usada em muitos produtos diferentes por muitos fabricantes diferentes. Esses fabricantes precisam ser membros associados ou promotores do Bluetooth SIG para ter acesso antecipado às especificações do Bluetooth. As especificações publicadas do Bluetooth estão disponíveis on-line no site do Bluetooth SIG.
A SIG é proprietária da marca nominativa, da marca figurativa e da marca de combinação Bluetooth. Essas marcas registradas são licenciadas para uso por empresas que estão incorporando a tecnologia sem fio Bluetooth em seus produtos. Para se tornar um licenciado, a empresa deve se tornar membro do Bluetooth Special Interest Group. A SIG também gerencia o programa de qualificação próprio, um processo de certificação exigido para qualquer produto que utilize a tecnologia sem fio Bluetooth e uma pré-condição da licença de propriedade intelectual para a tecnologia Bluetooth. As principais tarefas do SIG são publicar as especificações do Bluetooth, proteger as marcas registradas do Bluetooth e divulgar a tecnologia sem fio Bluetooth. Em 2016, o SIG introduziu uma nova identidade visual e criativa para apoiar a tecnologia Bluetooth como catalisadora da internet das coisas (IoT). Essa mudança incluiu um logotipo atualizado, um novo slogan e a eliminação dos logotipos Bluetooth Smart e Bluetooth Smart Ready.
Em seu início, em 1998, o Bluetooth SIG era administrado principalmente por uma equipe efetivamente destacada de suas empresas associadas. Em 2001, Tom Siep atuou como diretor administrativo do grupo e, de 2002 a 2004, Mike McCamon liderou o grupo como diretor executivo. Em 2004, ele foi substituído por Michael W. Foley (Mike). Em meados de 2012, Mark Powell assumiu as rédeas como o atual diretor executivo da SIG. A partir de 2002, foi contratada uma equipe profissional, composta por especialistas em operações, engenharia e marketing.
De 2002 a 2004, o Bluetooth SIG estava sediado em Overland Park, Kansas, EUA, e agora está sediado em Kirkland, Washington. Além de sua equipe profissional, o SIG conta com o apoio de mais de 35.000 empresas associadas que participam dos vários grupos de trabalho que produzem os documentos de padronização, supervisionam o processo de qualificação de novos produtos e ajudam a divulgar a tecnologia.

## Estrutura
Os membros do SIG participam de grupos de estudo, grupos de especialistas, grupos de trabalho e comitês.

### Grupos de estudo
Os grupos de estudo realizam pesquisas em suas diversas áreas, que informam o desenvolvimento das especificações do Bluetooth. Eventualmente, eles podem se tornar grupos de trabalho em seu próprio direito.

### Grupos de especialistas
Os grupos de especialistas lidam com questões de importância técnica para todos os aspectos do desenvolvimento do Bluetooth. Assim como os grupos de estudo, seu trabalho informa os grupos de trabalho e os grupos corporativos. A participação nos grupos de especialistas é restrita a membros promotores e membros associados.

### Grupos de trabalho
Os grupos de trabalho desenvolvem novas especificações Bluetooth e aprimoram as especificações adotadas. Eles são responsáveis pela grande maioria dos padrões e especificações publicados. A participação nos grupos de trabalho é restrita aos membros do promotores e aos membros associados.

### Comitês
Os comitês do SIG lidam com outros aspectos de licenciamento, marketing e revisão, incluindo o desenvolvimento e a manutenção do processo de qualificação, a supervisão das especificações Bluetooth e o desenvolvimento, o aprimoramento e a manutenção da metodologia e dos conceitos de teste, além de outras funções estratégicas.

## Associação
Qualquer empresa que incorpore a tecnologia sem fio Bluetooth em produtos, que use a tecnologia para oferecer bens e serviços ou que simplesmente faça o rebranding de um produto com a tecnologia Bluetooth pode se tornar membro da Bluetooth SIG. Há três níveis de associação corporativa, totalizando mais de 20.000 membros, e indivíduos de empresas associadas também podem participar.

### Membros promotores
Esses membros são os mais ativos no SIG e têm uma influência considerável sobre as direções estratégicas e tecnológicas do Bluetooth como um todo.
- Ericsson (membro fundador)
- Intel (membro fundador)
- Nokia (membro fundador)
- Toshiba (membro fundador)
- Microsoft (desde 1999)
- Lenovo (desde 2005, substituiu o membro fundador IBM após o desinvestimento da divisão de computação pessoal)
- Apple (desde 2015)

Cada membro promotor tem um assento (e um voto) na diretoria e no Conselho de Revisão de Qualificação (o órgão responsável pelo desenvolvimento e manutenção do processo de qualificação). Cada um deles pode ter vários funcionários nos diversos grupos de trabalho e comitês que compõem o trabalho do SIG.
O site do SIG contém uma lista completa dos membros.

### Membros associados
As taxas de associação do Bluetooth SIG permaneceram as mesmas desde 2006. A associação é renovada anualmente e a taxa anual depende da receita de cada empresa. As empresas com receita anual superior a US$ 100 milhões são consideradas membros de grande porte e pagam taxas anuais de associação de US$ 42.000. Os associados de pequeno porte são categorizados como organizações com receita inferior a US$ 100 milhões e ingressam no SIG com uma taxa anual de associação de US$ 9.000. Os membros associados do SIG obtêm acesso antecipado aos rascunhos das especificações nas versões 0.5 e 0.7 e estão qualificados para participar e obter um assento com direito a voto em grupos de trabalho e comitês - uma oportunidade fundamental para trabalhar com outros membros associados e promotores no aprimoramento das especificações existentes. Eles também se qualificam para um suporte de marketing aprimorado, recebem descontos em listas de qualificação de produtos e eventos do SIG, incluindo os eventos de teste Bluetooth World e UnPlugFest (UPF).

### Membros adotantes
A associação de adotantes ao SIG é gratuita e permite que os membros usem as especificações sem fio Bluetooth publicadas e as marcas registradas Bluetooth. Os membros adotantes não têm acesso antecipado a especificações não publicadas e não podem participar de grupos de trabalho ou comitês para influenciar o desenvolvimento da tecnologia.

### Pessoas físicas
No momento, a associação não está aberta a pessoas físicas.

### Universidades
Universidades ou outras instalações educacionais não são aceitas como membros.

## Qualificação
Além do desenvolvimento da tecnologia em si, o processo de qualificação é um dos aspectos mais importantes da tecnologia Bluetooth, oferecendo suporte à interoperabilidade, à conformidade com as especificações Bluetooth e ao fortalecimento da marca Bluetooth.
Os membros do Bluetooth SIG devem concluir o processo de qualificação e declaração de seus produtos habilitados para Bluetooth para demonstrar e declarar conformidade com as especificações.
O principal objetivo do processo de qualificação é que os membros demonstrem a conformidade de seus produtos com as especificações adotadas por meio de testes e documentação. Após a conclusão da qualificação, os membros precisam concluir o processo de declaração. Os membros declaram sua conformidade com o Contrato de Licença de Patente/Direito Autoral Bluetooth e com o Contrato de Licença de Marca Registrada Bluetooth ("BTLA").
Uma visão geral de ambos os processos, incluindo suas etapas, tipos e taxas, está disponível no portal público da Bluetooth SIG.
Os Bluetooth Qualification Experts (BQEs) e os Bluetooth Qualification Test Facilities (BQTFs) estão disponíveis para dar suporte aos membros durante os processos. Os membros que não têm certeza ou não estão familiarizados com o processo de qualificação são incentivados a considerar o uso de um ou de ambos os tipos de serviço.